# Poplatek z prodlení
Poplatek z prodlení byl v českém bytovém právu zvláštní sankcí za prodlení upravenou nejdříve starým občanským zákoníkem a poté až do 31. prosince 2015 zákonem č. 67/2013 Sb., kterým se upravují některé otázky související s poskytováním plnění spojených s užíváním bytů a nebytových prostorů v domě s byty. Od úroku z prodlení, jehož výše je stanovena v návaznosti na proměnlivou repo sazbu vyhlašovanou Českou národní bankou, se lišil tím, že jeho výše byla stanovena pevně.

## Občanský zákoník 1964
V občanského zákoníku z roku 1964 byl poplatek z prodlení zvláštní sankcí rezervovanou pro včasné neplnění závazků nájemce bytu, ať z titulu nájemného, nebo úhrady za plnění poskytovaná s užíváním bytu. Stejně jako úroky z prodlení tvořil poplatek z prodlení příslušenství pohledávky. Dlužník byl povinen zaplatit poplatek ode dne, kdy nedodržel datum splatnosti, a to až do dne uhrazení primárného závazku. Výše poplatků z prodlení pak byla stanovena nařízením vlády na 2,5 promile denně z dlužné částky, nejméně však 25 Kč za každý i započatý měsíc prodlení. Nárok na poplatek z prodlení přiznával zákoník pouze v případě prodlení s úhradou nájemného při nájmu bytu a při pozdním vrácení movité věci při jejím podnikatelském nájmu, případně při jejím zničení či ztrátě, a to až do ohlášení pronajímateli.

## Zákon č. 67/2013 Sb.
Po přijetí nového občanského zákoníku byl poplatek z prodlení upraven v zákoně č. 67/2013 Sb., kterým se upravují některé otázky související s poskytováním plnění spojených s užíváním bytů a nebytových prostorů v domě s byty. Podle něj platilo, že dostal-li se poskytovatel nebo příjemce služeb do prodlení s peněžitým plněním podle tohoto zákona, které přesahovalo 5 dnů ode dne jeho splatnosti, byl povinen zaplatit druhé smluvní straně poplatek z prodlení. Výše poplatku z prodlení činila za každý den prodlení 1 promile dlužné částky, nejméně však 10 Kč za každý, i započatý měsíc prodlení. To neplatilo, pokud byl poplatek uplatněn podle jiného právního předpisu. Přepočetla-li se denní sazba poplatku z prodlení na roční úrok, šlo o 36,5 %. Sazba poplatku z prodlení tak byla oproti úroku z prodlení (při repo sazbě 0,05 %) vyšší přibližně 4,5×.
S účinností od 1. ledna 2016 byl poplatek z prodlení ze zákona  č. 67/2013 Sb., kterým se upravují některé otázky související s poskytováním plnění spojených s užíváním bytů a nebytových prostorů v domě s byty, vypuštěn. Od 1. ledna 2016 tak poplatek z prodení byl definitivně z českého právního řádu odstraněn. Nárok na zaplacení poplatku z prodlení, který vznikl do 31. prosince 2015, však není od 1. ledna 2016 nijak dotčen.